# Ampulex senex
Ampulex senex là một loài côn trùng cánh màng trong họ Ampulicidae, thuộc chi Ampulex. Loài này được Bischoff miêu tả khoa học đầu tiên năm 1915.